# Jørgen-Ole Nyboe Nielsen
Jørgen-Ole „Dino“ Nyboe Nielsen (* 9. März 1948; † 31. Januar 2016) war ein dänischer Politiker (Demokraatit) und Mitglied des grönländischen Parlaments.

## Leben
Jørgen-Ole Nyboe Nielsen stammte aus Dänemark und kam 1974 als Radartechniker nach Pituffik. 1998 wurde er in den Bürgerrat des gemeindefreien Gebiets Pituffik gewählt, dem er später als De-facto-Bürgermeister auch vorstand. Er war 2002 Gründungsmitglied der Demokraatit. Bei der Parlamentswahl 2002 erreichte er den ersten Nachrückerplatz der Demokraatit, nahm aber an keiner Sitzung teil. Bei der Wahl 2005 erreichte er den dritten Nachrückerplatz und saß mehrfach als Stellvertreter im Inatsisartut. Bei der Wahl 2009 erreichte er den vierten Nachrückerplatz und wurde im Dezember 2011 bis zum Ende der Legislaturperiode 2013 Abgeordneter. Nach seiner Pensionierung 2013 kehrte er nach Dänemark zurück, wo er Anfang 2016 im Alter von 67 Jahren starb.